# Elementos traza
Un elemento traza es un elemento químico cuya concentración (u otra medida de cantidad) es muy baja (una "cantidad traza"). La definición exacta depende del campo de la ciencia:
- En química analítica, un elemento traza es aquel cuya concentración promedio es inferior a 100 partes por millón (ppm) medidas en el conteo atómico o menos de 100 microgramos por gramo.
- En bioquímica, un elemento traza esencial es un elemento dietético que se necesita en cantidades muy pequeñas para el crecimiento, desarrollo y fisiología adecuados del organismo.[1] Los elementos dietéticos o elementos traza esenciales son aquellos que se requieren para realizar actividades metabólicas vitales en los organismos.[2] Ejemplos de elementos traza esenciales en animales incluyen Fe (hemoglobina), Cu (pigmentos respiratorios), Co (Vitamina B12), Mn y Zn (enzimas). Algunos ejemplos dentro del cuerpo humano son cobalto, cobre, flúor, yodo, hierro, manganeso y zinc.[3] Aunque son esenciales, se vuelven tóxicos a altas concentraciones. Elementos como Ag, As, Cd, Cr, Hg, Ni, Pb y Sn no tienen una función biológica conocida, con efectos tóxicos incluso a bajas concentraciones.
- En geoquímica, un elemento traza es aquel cuya concentración es inferior a 1000 ppm o 0.1% de la composición de una roca. El término se usa principalmente en petrología ígnea. Los elementos traza serán compatibles con una fase líquida o sólida. Si es compatible con un mineral, se incorporará a una fase sólida (por ejemplo, la compatibilidad del níquel con la olivina). Si es incompatible con cualquier fase mineral existente, permanecerá en la fase líquida de magma. La medición de esta relación se conoce como coeficiente de partición. Los elementos traza pueden ser sustituidos por iones formadores de redes en estructuras minerales. Los elementos traza que no son esenciales para la composición definida de un mineral no aparecerán en la fórmula química de ese mineral.